# الدوري الألماني الشرقي 1949
الدوري الألماني الشرقي 1949 هو الموسم 2 من الدوري الألماني الشرقي. أقيم خلال الفترة 8 مايو 1949 وحتى 12 يونيو 1949، وكان عدد الأندية المشاركة فيه 10، وفاز فيه نادي هالشر.